# 鈴木浩美
鈴木 浩美（すずき ひろよし、1952年10月1日 - ）は、日本の裁判官。裁判所書記官研修所教官や、佐賀地方裁判所長等を経て、福岡高等裁判所部総括判事を務めた。

## 人物・経歴
明治大学卒業後、東京地方裁判所判事補、那覇地方裁判所判事補、釧路地方裁判所帯広支部判事補、裁判所書記官研修所教官、福岡地方裁判所判事、青森地方裁判所部総括判事、福岡高等裁判所判事、大分地方裁判所部総括判事、福岡地方裁判所部総括判事、熊本地方裁判所部総括判事、福岡地方裁判所小倉支部長等を経て、
2014年佐賀地方裁判所長、佐賀家庭裁判所長。2015年福岡高等裁判所部総括判事。2017年小倉簡易裁判所判事。

## 裁判
- 2011年（平成23年）10月25日、宇土市院長夫人殺害事件の裁判員裁判で、被告人の男Tに求刑通り死刑判決を言い渡した[3]。

- 2017年（平成29年）7月10日、津川組相談役射殺事件の被告人とされた工藤會系組長の控訴審で、「組員の供述は信用できる」として、被告人の控訴を棄却した[4]。